# Fusia de comitiis tributis
Fusia de Comitiis tributis va ser una antiga llei romana establerta a proposta del pretor Quint Fusi Calè l'any 59 aC, quan eren cònsols Gai Juli Cèsar i Marc Calpurni Bíbul. Per evitar conflictes entre tribus o dins de cadascuna d'elles, es va establir que als comicis haurien de votar les tribus per separat i dins de cada tribu romana cada classe també per separat.